# Fritz Briel
Fritz Briel (Düsseldorf, 1934. október 24. – 2017. március 15.) olimpiai ezüstérmes német kajakozó.

## Pályafutása
Az 1956-os melbourne-i olimpián kajak kettes 10000 méteren Theodor Kleine-val ezüstérmet szerzett Urányi János és Fábián László mögött. 1958 és 1966 között a világbajnokságokon három arany-, és egy bronzérmet nyert.

## Sikerei, díjai
- Olimpiai játékok – K-2 10000 m
  - ezüstérmes: 1956, Melbourne
- Világbajnokság
  - aranyérmes (3): 1958 (K-1 1000 m és K-1 4 × 500 m), 1963 (K-1 10000)
  - bronzérmes: 1966 (K-1 10000 m)